# Manduca boliviana
Espèce
Manduca boliviana est une espèce de lépidoptères (papillons) de nuit de la famille des Sphingidae, de la sous-famille des Sphinginae et de la tribu des Sphingini.

## Description
L'envergure de l'aile antérieure est d'environ 44 mm. L'espèce est semblable à Manduca scutata et à Manduca brasiliensis, mais plus petite, et moins colorée. Les ailes antérieures sont plus courtes et plus arrondies que ce dernier. La couleur de base de la face supérieure de l'aile antérieure est gris clair et le revers de l'aile antérieure est pâle, avec trois bandes postmédianes fortement marquées et une large bande marginale. L'aile postérieure est plus étroite et plus marquée que chez Manduca scutata et Manduca brasiliensis .

## Distribution et habitat
Distribution
Espèce endémique de la Bolivie.

## Systématique
- L'espèce Manduca boliviana a été décrite par l'entomologiste Benjamin Preston Clark en 1923, sous le nom initial d'une sous-espèce Protoparce boliviana
- Reclassé dans le genre Manduca par Haxaire et Herbin, en 1999.

## Synonymie
- Protoparce boliviana Clark, 1923 Protonyme